# Punktschnecke
Die Punktschnecke (Punctum pygmaeum) ist eine Schneckenart in der Familie der Punktschnecken (Punctidae) aus der Unterordnung der Landlungenschnecken (Stylommatophora). Die Punktschnecke ist die kleinste in Deutschland vorkommende Landschnecke.

## Merkmale
Das rechtsgewundene, sehr kleine Gehäuse ist scheibenförmig und misst nur etwa 1,2 bis 1,6 mm in der Breite und 0,6 bis 0,8 mm in der Höhe. Es besitzt 3 bis 3½ Windungen, die an der Peripherie mäßig gewölbt sind und regelmäßig zunehmen. Die Windungen sind durch eine tiefe Naht voneinander abgesetzt. Die Mündung ist rundlich und steht ein wenig schief zur Windungsachse. Der Mundsaum ist dünn und zerbrechlich, und nicht umgebogen oder verdickt. Der Nabel ist groß und offen, die Nabellücke nimmt etwa ein Viertel der Gehäusebreite ein.
Das Gehäuse ist gelblich-braun bis rötlich-braun gefärbt. Die Oberfläche weist sehr dicht stehende, sehr feine Anwachsstreifen in regelmäßigen Abständen auf. Das Gehäuse erhält dadurch eine seidig glänzende Oberfläche.
Der Weichkörper ist dunkelgrau bis schwärzlich. Der Kiefer besteht aus einzelnen nicht verschmolzenes Plättchen.

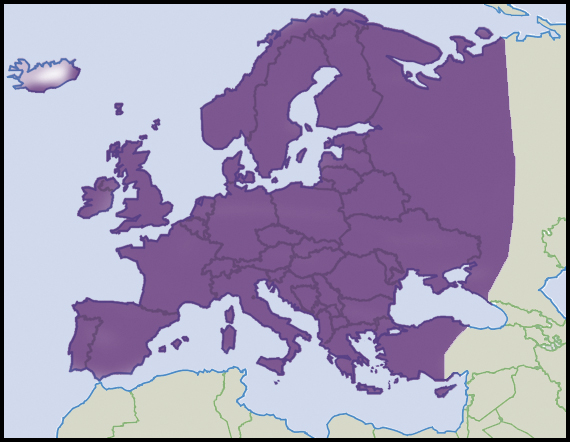
Verbreitung der Art in Europa und der Westtürkei (nach Welter-Schultes, 2012)

## Geographische Verbreitung und Lebensraum
Das Verbreitungsgebiet erstreckt sich über ganz Europa, von Südspanien, Sizilien, und Kreta bis nach Nordskandinavien, von den Britischen Inseln bis weit nach Russland hinein. Wahrscheinlich erstreckt sich das Verbreitungsgebiet sogar weit nach Nordasien hinein. Im Fernen Osten wird sie jedoch durch Punctum ussuriense vertreten. In den Alpen steigen die Tiere bis auf 2500 m über Meereshöhe an. In Bulgarien sind sie noch in einer Höhe von 1500 m über Meereshöhe nachgewiesen.
Die Tiere leben bevorzugt in der Bodenstreu von Laubwäldern, in moderndem Holz, unter der Rinde abgestorbener und umgestürzter Bäume, unter Steinen und anderen trockenen bis feuchten Standorten mit dichtem Bewuchs, Eher selten sind sie in offenen Habitaten anzutreffen. Die Art ist gesteinsindifferent und kommt auch in und auf sauren Böden von Birkenwäldern vor. Gewöhnlich ist sie jedoch auf kalkigen Böden deutlich häufiger.

## Lebensweise
Die Tiere sind Zwitter, die sich gewöhnlich gegenseitig befruchten. Selbstbefruchtung ist aber möglich. Nach Laboruntersuchungen legen die Tiere zwischen Mai und September nur wenige (bis 16, Mittel 6), dafür vergleichsweise sehr große Eier einzeln in der Erde ab. Die melonenförmigen Eier haben einen Durchmesser von 0,4 bis 0,5 mm, also etwa ein Drittel der Gehäusebreite. Die Eihülle ist transparent und hat Längsrippen. Die Jungtiere schlüpfen im Durchschnitt nach 15 bis 20 Tagen mit einem Gehäusedurchmesser von 0,49 mm. Allerdings ist die Entwicklung bzw. der Schlüpfzeit nach der Eiablage sehr unterschiedlich, da die Eier unterschiedlich lang in der Mantelhöhle zurückgehalten werden. Gelegentlich können so Jungtiere schon einen Tag nach der Eiablage aus den Eiern schlüpfen. Die Tiere wachsen innerhalb von 50 bis 60 Tagen bis zu einem Durchmesser von 1,3 bis 1,4 mm heran, bis die Geschlechtsreife erreicht ist. Nach Erreichen der Geschlechtsreife wachsen die Tiere zwar weiter, die Wachstumsgeschwindigkeit nimmt jedoch sehr stark ab. Die durchschnittliche Lebensdauer unter Laborbedingungen beträgt 170 Tage. In der freien Natur kommen sicher noch Monate der Winterruhe und/oder Übersommerung hinzu. Das schnelle Wachstum und das Erreichen der Geschlechtsreife nach etwa 2 Monaten erlaubt theoretisch mehrere Generationen pro Jahr. Bisher liegen aber keine Beobachtungen aus der freien Natur vor.

## Taxonomie
Das Taxon wurde 1801 von Jacques Philippe Raymond Draparnaud als Helix pygmaeum zum ersten Mal beschrieben. Es ist heute allgemein anerkannt.
Das ausgestorbene Taxon Punctum propygmaeum Andreae, 1904 aus dem Pannonium und Pontium (Obermiozän) wurde von Lueger als Unterart zu Punctum pygmaeum gestellt. Die MolluscaBase führt dieses Taxon als eigenständige Art.

## Gefährdung
Die Art gilt in Deutschland und auch in Europa insgesamt als nicht gefährdet.